# MacCutcheon-Variante
|   | a | b | c | d | e | f | g | h |   |
| 8 |   |   |   |   |   |   |   |   | 8 |
| 7 |   |   |   |   |   |   |   |   | 7 |
| 6 |   |   |   |   |   |   |   |   | 6 |
| 5 |   |   |   |   |   |   |   |   | 5 |
| 4 |   |   |   |   |   |   |   |   | 4 |
| 3 |   |   |   |   |   |   |   |   | 3 |
| 2 |   |   |   |   |   |   |   |   | 2 |
| 1 |   |   |   |   |   |   |   |   | 1 |
|   | a | b | c | d | e | f | g | h |   |

Ausgangsstellung der MacCutcheon-Variante nach 4. … Lf8–b4
Die MacCutcheon-Variante ist eine Schacheröffnung beziehungsweise eine Variante der Französischen Verteidigung.
Sie entsteht nach den Zügen 1. e2–e4 e7–e6 2. d2–d4 d7–d5 3. Sb1–c3 Sg8–f6 4. Lc1–g5 Lf8–b4 und gehört somit zum ECO-Code C12.
Schwarz beantwortet die Fesselung seines Springers, anders als in anderen Varianten des Klassischen Systems, mit einem direkten Gegenangriff. Die taktische Rechtfertigung dafür ist, dass der Angriff auf die gefesselte Figur nach 5. e4–e5 h7–h6 nicht zum Figurengewinn für Weiß führt.

## Geschichte
Die Variante wurde nach dem amerikanischen Schachspieler John Lindsay McCutcheon (* 28. Mai 1857; † 17. Juli 1905 in Pittsburgh, Pennsylvania) benannt, der sie 1885 in einer Simultanpartie gegen Wilhelm Steinitz in New York erstmals spielte. McCutcheon gewann die Partie in 28 Zügen. Er wandte seine Variante auch später noch mehrmals an, zum Beispiel beim Turnier in Saratoga Springs 1899 gegen Samuel Lipschütz sowie in zwei Fernschachpartien gegen Kenneth S. Howard 1903. Letztere wurden von William Ewart Napier in seiner Schachkolumne im Pittsburg Dispatch kommentiert, wobei Napier anmerkt, dass sich auch Emanuel Lasker für diese Partien interessiert habe.
Lasker selbst wurde erstmals 1899 in einer Partie gegen Jackson Whipps Showalter mit der Variante konfrontiert. 1907 wandte Frank James Marshall sie in der 4. Partie des Weltmeisterschaftskampfes gegen Lasker an und erreichte damit ein Remis.
Spätere Weltmeister machten unterschiedliche Erfahrungen mit der Variante: Während José Raúl Capablanca 1916 in New York gegen Oscar Chajes eine seiner äußerst seltenen Niederlagen mit Weiß hinnehmen musste, gewann Alexander Aljechin mit Schwarz bei der Meisterschaft des Moskauer Schachklubs 1915 damit gegen Nikolai Dmitrijewitsch Grigorjew. In der Analyse entdeckte Aljechin eine Verbesserung für Weiß, die er 1927 als Aljechin – Grigorjew (also mit vertauschten Farben) anstelle des tatsächlichen Partieverlaufs publizierte. Es handelt sich dabei um die neben Adams – Torre, New Orleans 1920 berühmteste konstruierte Partie der Schachgeschichte. Sie wurde auch unter dem Namen Aljechins Fünf-Damen-Partie bekannt:
1. e4 e6 2. d4 d5 3. Sc3 Sf6 4. Lg5 Lb4 5. e5 h6 6. exf6 hxg5 7. fxg7 Tg8 8. h4 gxh4 9. Dg4 Le7 10. g3 c5 11. gxh4 (in der tatsächlich gespielten Partie zog Grigorjew als Weißer hier stattdessen 11. 0–0–0) cxd4 12. h5 dxc3 13. h6 cxb2 14. Tb1 Da5+ 15. Ke2 Dxa2 16. h7 Dxb1 17. hxg8D+ Kd7 18. Dxf7 Dxc2+ 19. Kf3 Sc6 20. Dgxe6+ Kc7 21. Df4+ Kb6 22. Dee3+ Lc5 23. g8D b1D In dieser verwickelten Stellung, in der durch mehrere Bauernumwandlungen fünf Damen auf dem Brett sind, gab Aljechin 24. Th6 als Gewinnzug an. Dieser droht Dd8 matt, und Schwarz verliert zum Beispiel nach 24. … Dxf1 25. Db4+ Db5 26. Dd8+ Ka6 27. Dea3+ nebst Matt. Allerdings fand man viele Jahre später heraus, dass Schwarz sich durch den Zug 24. … Lg4+ vermutlich retten kann.
Bobby Fischer spielte zwei Partien mit Weiß in dieser Variante: Gegen Tigran Petrosjan verlor er in Curaçao 1962, drei Jahre später gewann er bei der USA-Meisterschaft gegen Nicolas Rossolimo. Diese Partie nahm er in sein Buch Meine 60 denkwürdigen Partien auf.
Nachdem die Variante dann lange Zeit als zweifelhaft für Schwarz galt und auf hohem Niveau kaum Anwendung fand, änderte sich dies in den 1990er Jahren vor allem durch neue Ideen des Großmeisters Igor Glek. Mittlerweile gehört die Eröffnung zum Repertoire vieler Weltklassespieler (u. a. Alexander Morosewitsch, Viktor Kortschnoi, Teymur Rəcəbov) und ist eine wichtige und beliebte Variante der Französischen Verteidigung.

## Varianten
Aus der MacCutcheon-Variante entstehen gewöhnlich sehr komplizierte, taktische Stellungen, in denen Schwarz keineswegs nur um ein Remis kämpft, dafür aber ein gewisses Risiko eingehen muss.
1. e4 e6 2. d4 d5 3. Sc3 Sf6 4. Lg5 Lb4
- 5. Lf1–d3 ist eine altmodische Fortsetzung, die schon von Emanuel Lasker 1908 im Weltmeisterschaftskampf gegen Siegbert Tarrasch gespielt wurde. Dieselbe Stellung stand durch Zugumstellung schon einmal im Jahre 1873 auf dem Brett (4. Ld3, 5. Lg5), also 12 Jahre bevor McCutcheon sie gegen Steinitz anwandte, nämlich in der Partie Karl Pitschel gegen Josef Heral, gespielt in Wien.[4]
- 5. e4xd5 Dd8xd5 6. Lg5xf6 Lb4xc3+ (g7xf6 7. Sg1–e2 Sb8–c6 8. a2–a3 Lb4xc3+ 9. Se2xc3 Dd5xd4 10. Dd1xd4 Sc6xd4 11. 0–0–0 c7–c5 12. Sc3–e4 b7–b6 13. c2–c3 mit unklarer Stellung.) 7. b2xc3 g7xf6 ist offener als die Hauptvariante 5. e5
- 5. e4–e5 h7–h6 und nun
  - 6. e5xf6 h6xg5 7. f6xg7 Th8–g8 8. Dd1–h5 Dd8–f6! (nicht Txg7?? 9. Dh8+). Schwarz gewinnt den Bauern zurück, hat seinen Randbauern h7 gegen den wichtigen weißen Zentralbauern e5 getauscht und verfügt über das Läuferpaar (Salwe – Blumenfeld, St. Petersburg 1905, 0-1 nach 57 Zügen).
  - 6. Lg5–e3 wurde von Dawid Janowski eingeführt und ist eine in den letzten Jahren modern gewordene Variante mit komplizierten Stellungen, nach 6. … Sf6–e4 7. Dd1–g4 Ke8–f8 8. a2–a3 Lb4xc3+ 9. b2xc3 Se4xc3 hat Weiß Kompensation für den geopferten Bauern.
  - 6. Lg5–d2 Lb4xc3 mit den Varianten:
    - 7. Ld2xc3?! Sf6–e4 8. Sg1–e2 (8. Lc3–a5?! (Fischer – Petrosjan, Curaçao 1962, 0:1 nach 43 Zügen)) 0–0 9. Lc3–b4 c7–c5! mit unklarer Position oder 8. Dd1–g4 g7–g6 (bzw. 8. … Ke8–f8) mit sehr komplizierten Stellungen.
    - 7. b2xc3 stabilisiert das Bauernzentrum und ist gebräuchlicher. Außerdem ist nach 7. … Sf6–e4 8. Dd1–g4 die kurze Rochade wegen 9. Ld2xh6 verhindert. Nun ergibt sich die eigentliche Hauptvariante der MacCutcheon-Variante. 7. b2xc3 nebst 8. Dd1–g4 erzwingt also ein schwarzes Zugeständnis.
      - 8. … Ke8–f8 verliert das Rochaderecht. Weiteres 9. Lf1–d3 Se4xd2 10. Ke1xd2 c7–c5 11. h2–h4 Sb8–c6 12. Th1–h3 gibt Weiß Angriffschancen.
      - Im Falle von 8. … g7–g6 wurde das Feld f6 geschwächt. 9. Lf1–d3 Se4xd2 10. Ke1xd2 c7–c5 11. Dg4–f4 legt den Finger in diese Wunde. Es entsteht ein scharfes Spiel mit beidseitigen Chancen.